# Peter Debye
Peter Debye ForMemRS(tên đầy đủ: Peter Joseph William Debye (tiếng Hà Lan: Petrus Josephus Wilhelmus Debije); sinh ngày 24 tháng 3 năm 1884 - mất ngày 2 tháng 11 năm 1966 là nhà hóa học, vật lý và đoạt Giải Nobel hóa học người Hà Lan. Ông là viện sĩ của Viện Hàn lâm Giáo hoàng về Khoa học. Ông là đoạt Giải Nobel Hóa học năm 1936. Công trình khoa học giúp ông đoạt giải thưởng nổi tiếng này là nghiên cứu về momen lưỡng cực, sự khuếch tán của tia X và điện tử các chất khí. Ngoài ra, ông còn có những nghiên cứu về photon. Năm 1910, Peter Debye suy luận ra định luật Planck cho bức xạ vật đen từ một giả thiết tương đối đơn giản. Ông đã đúng khi phân tách trường điện từ trong một hốc thành những mode Fourier, và giả sử rằng năng lượng trong một mode bất kỳ là bội nguyên lần của {\displaystyle h\nu }, với {\displaystyle \nu } là tần số của mode điện từ. Định luật Planck cho bức xạ vật đen trở thành tổng hình học của các mode này. Tuy vậy, cách tiếp cận của Debye đã không suy luận ra được công thức đúng cho thăng giáng năng lượng của bức xạ vật đen, mà Einstein đã thu được từ năm 1909. Để tưởng nhớ tới ông, Giải Peter Debye đã được lập ra.

## Tiểu sử

### Thời thơ ấu
Peter Debye tên thật là Petrus Josephus Wilhelmus Debije và sinh tại Maastricht, Hà Lan. Ông đăng ký vào Đại học RWTH Aachen năm 1901. Năm 1905, ông có được tấm bằng đầu tiên với chuyên ngành kỹ thuật điện. Ông xuất bản bài báo đầu tiên của mình viết về một giải pháp toán học cho vấn đề liên quan đến dòng điện Foucault vào năm 1907. Tại Aachen, ông theo học nhà vật lý lý thuyết Arnold Sommerfeld, người mà sau này tuyên bố rằng khám phá quan trọng nhất của ông là Peter Debye.
Năm 1906, Sommerfeld nhận được một cuộc hẹn tại Munich, Bavaria, và đưa Debye đi cùng với tư cách là trợ lý của ông. Debye lấy bằng Tiến sĩ với luận án viết về vấn đề áp suất bức xạ vào năm 1908. Năm 1910, ông suy ra công thức định luật Planck bằng một phương pháp mà Max Planck cũng phải đồng ý rằng nó đơn giản hơn của công thức của chính ông.
Năm 1911, khi Albert Einstein được bổ nhiệm làm giáo sư tại Praha, Bohemia, Debye đã nhận chức giáo sư cũ của mình tại Đại học Zurich, Thụy Sĩ. Ông sau đó chuyển đến đại học Utrecht năm 1912, đại học Göttingen năm 1913, đại học ETH Zurich năm 1920, đại học Leipzig năm 1927, và đại học Humboldt Berlin năm 1934 để kế nhiệm Einstein trở thành giám đốc của Hiệp hội Kaiser Wilhelm (bây giờ được đặt tên là Hiệp hội Max-Planck). Cũng trong thời gian này, các cơ sở vật chất tại Hiệp hội mới được cho xây dựng hoàn chỉnh. Ông được trao tặng Huân chương Lorentz vào năm 1935. Từ năm 1937 đến năm 1939, ông là chủ tịch của Hiệp hội Vật lý Đức (Deutsche Physikalische Gesellschaft).
Vào tháng 5 năm 1914, ông trở thành thành viên của Viện Hàn lâm Khoa học và Nghệ thuật Hoàng gia Hà Lan, và vào tháng 12 cùng năm, ông được chuyển thành thành viên nước ngoài của Viện này.

### Gia đình và đời sống
Debye được mô tả như một người có tính kỷ luật khi nói đến các nguyên tắc khoa học, nhưng luôn dễ gần và sẵn sàng dành thời gian cho học sinh của mình. Triết lý cá nhân của ông nhấn mạnh đến việc hoàn thành mục tiêu và sự thích thú trong công việc. Ngoài ra, Debye còn là một người đánh cá và làm vườn nhiệt huyết, một người sưu tầm xương rồng, và "luôn được biết đến là người thưởng thức một điếu xì gà ngon".
Khi ở Berlin với tư cách là trợ lý cho Arnold Sommerfeld, Debye đã làm quen với Mathilde Alberer. Mathilde là con gái của chủ khu nhà trọ mà Debye đang ở, và hai người kết hôn năm 1913. Debye rất thích làm việc trong vườn hồng của mình với Mathilde Albere vào những năm cuối đời. Họ có một con trai, Peter P. Debye (1916-2012) và một con gái, Mathilde Maria (sinh năm 1921). Peter sau này trở thành nhà vật lý học và cộng tác với Debye trong một số nghiên cứu của mình, và có một người con trai cũng là nhà hóa học.
Debye là một người Công giáo trung thành, và ông luôn cố gắng thuyết phục mọi người trong gia đình đến nhà thờ.